# 奧地利的路德維希大公
奧地利的路德維希（德語：Ludwig von Österreich，1784年12月13日—1864年12月21日），神聖羅馬皇帝利奧波德二世的第十一子。
根據哥哥法蘭茲一世的遺囑，路德維希在國會作為斐迪南一世的代表。斐迪南一世退位後，路德維希過著平靜的退休生活。
路德維希於1864年去世，享年80歲。